# Агатопод и Теодул
Свети мученици Агатопод и Теодул су хришћански светитељи. Агатопод је био ђакон а Теодул чтец цркве у Солуну. За време Диоклецијановог прогона хришћана они су позвати на суд. Са радошћу они су се одазвали, и држећи један другог за руку ишли су вичући: „ми смо хришћани!". Сви савети судије, да се одреку Христа и поклоне идолима остали су узалудни. После дужег тамновања и гладовања осуђени су на смрт, и то потопљењем у море. Тада су им везали руке наопако и обесили им по један тежак камен о врат и повели да их потопе. Када су прво хтели гурнути Агатопода у дубину, он је узвикнуо: „ево другим крштењем перемо се од свих греха наших и одлазимо чисти Христу Исусу!" — Њихова потопљена тела је море ускоро избацило на обалу, и хришћани су их чесно сахранили. Хришћани верују да се Свети Теодул јавио својим познаницима, као светао анђео, у белом оделу, и наредио им, да све његово заостало имање разделе сиромасима. Пострадали су за време владавине цара Диоклецијана и солунског кнеза Фаустина, 303. године.
Српска православна црква слави их 5. априла по црквеном, а 18. априла по грегоријанском календару.